# Boissy-sous-Saint-Yon
Boissy-sous-Saint-Yon és un municipi francès, situat al departament d'Essonne i a la regió de l'Illa de França.
Forma part del cantó d'Arpajon, del districte d'Étampes i de la Comunitat de comunes Entre Juine et Renarde.